# Joseph (Oregon)
Joseph is een plaats (city) in de Amerikaanse staat Oregon, en valt bestuurlijk gezien onder Wallowa County.

## Demografie
Bij de volkstelling in 2000 werd het aantal inwoners vastgesteld op 1054. In 2006 is het aantal inwoners door het United States Census Bureau geschat op 980, een daling van 74 (-7,0%).

## Geografie
Volgens het United States Census Bureau beslaat de plaats een oppervlakte van 2,2 km², geheel bestaande uit land. Joseph ligt op ongeveer 1276 m boven zeeniveau.

## Geboren
- Margaret Osborne-duPont (1918-2012), tennisspeelster

## Plaatsen in de nabije omgeving
De onderstaande figuur toont nabijgelegen plaatsen in een straal van 48 km rond Joseph.